# 清州市
清州市（：／ Cheongju si */?）是韩国忠清北道的一个市级行政区，亦为该道的首府和最大城市。清州市总面积940.3平方公里，人口超過80万。
清州市是有“东亚文化之都”之称的千年古都，是统一新罗五小京之一的西原京，现存世界上最古老的金属活字本联合国教科文组织世界记忆项目《直指心体要节》的诞生地。在2017年联合国教科文组织第39届全体会议上，与会代表决议联合国教科文组织国际记忆遗产中心（ICDH）选址清州。
清州是韩国的一个重要内陆交通枢纽。京釜高速线、湖南高速线、忠北线等多条韩国主要铁路，以及京釜高速公路、唐津盈德高速公路等主要高速公路都经过清州市:281。清州国际机场是韩国中部地区职能最为完善的中心机场，同时也为大田广域市和世宗特别自治市提供机场服务。

## 历史

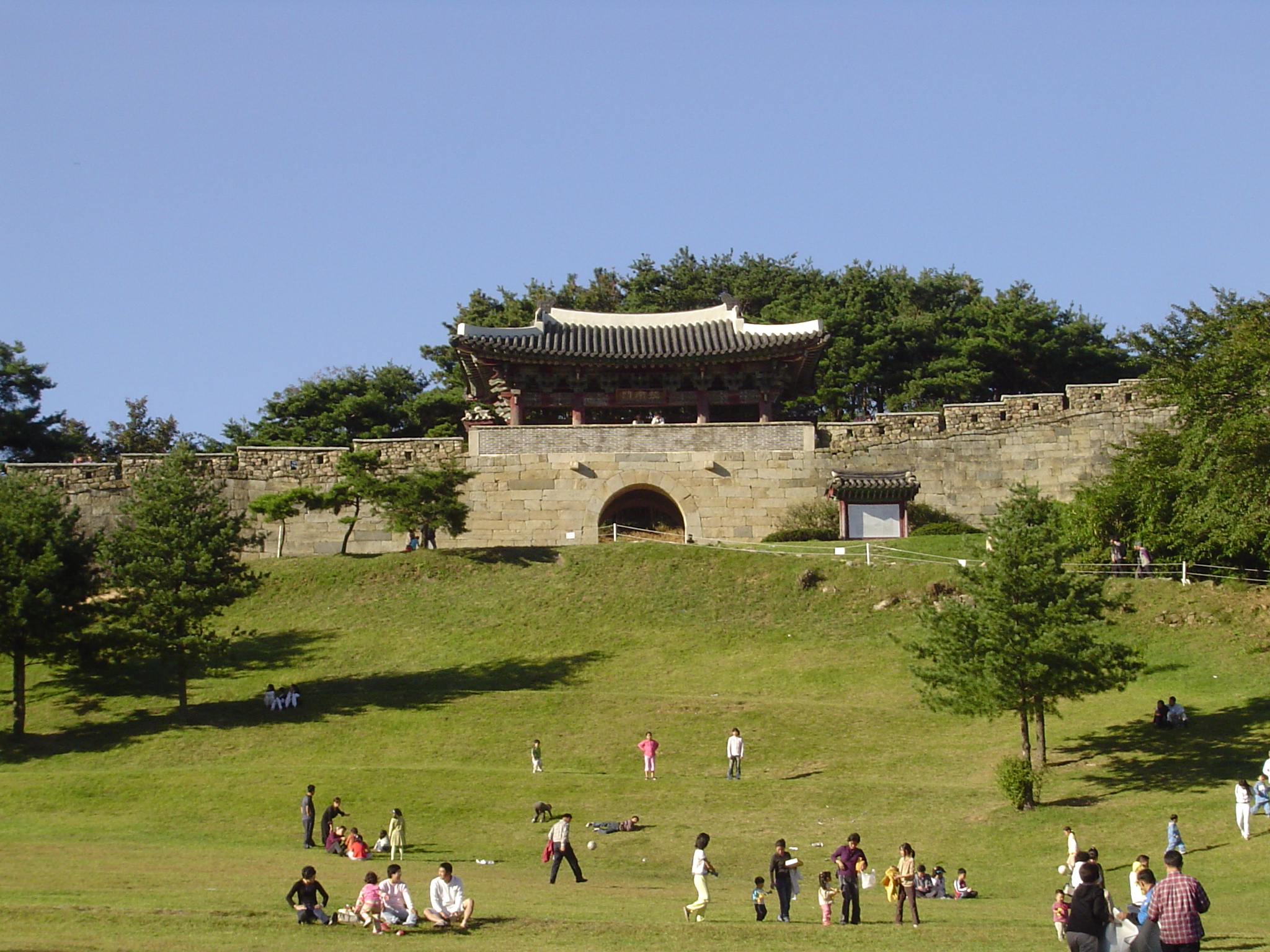
清州是统一新罗五小京之一的西原京。清州上党山城 在名称上沿用了原百济“上党县”的名称。

清州在三韩时期是马韩之地，三国时期隶属于百济上党县，是个军事要塞。新罗统一三国之后，由于重要的地理位置，上党县成为统一新罗5小京之一，是地方行政中心。685年（神文王5年），上党县成为西原小京，757年（景德王16年）升格为西原京。:281
940年（高丽太祖23年），清州地区首次改名为现在的名称“清州”。983年（成宗2年），高丽在全国设立12个牧时，清州升格为清州牧。朝鲜王朝时期，水路运输发达的忠州成为交通要塞，清州一度发展停滞不前。1896年朝鲜实行13道制后，清州成为忠清北道清州郡。1905年京釜线开通后，清州迎来发展的转机。1908年，观察府由忠州迁往清州。1914年废并府、郡、县时，清州改为清州面，1931年升格为清州邑。:281
1946年，清州与清原郡分离，后于1949年升格为清州市。1989年7月，清州市行政改编为东部、西部两个事务所。1995年1月，两个事务所升级为上党区和兴德区。2014年，清原郡被划入清州市。目前清州市分为上党区、兴德区、清原区和西原区四个区。

## 地理

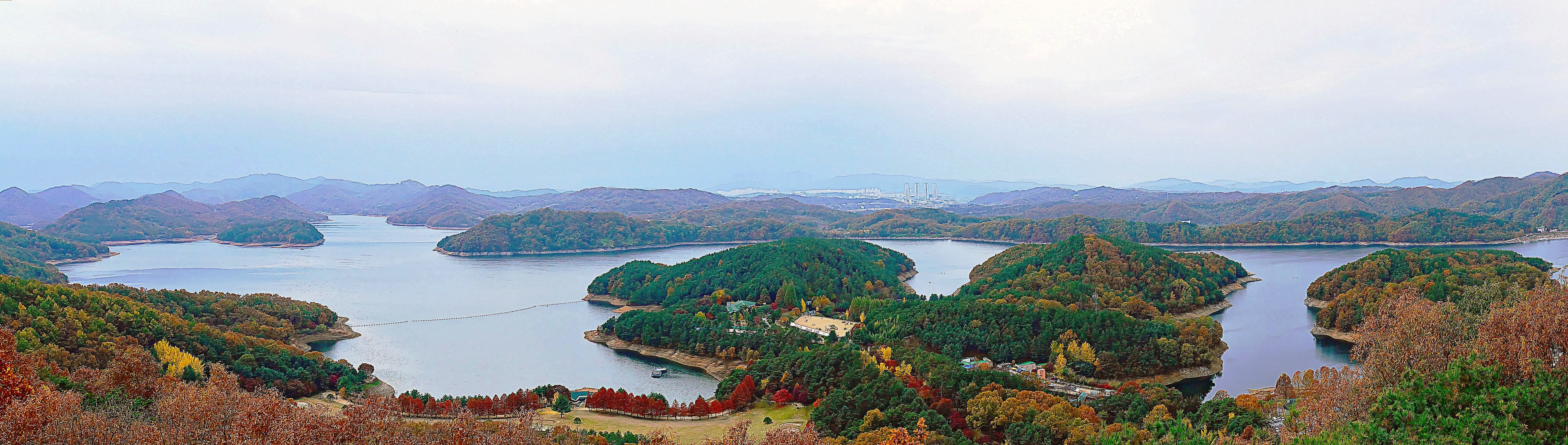
从青南台远眺大清湖

清州市位于韩国忠清北道中西部，东南与报恩郡相鄰，东北与曾坪郡和槐山郡接壤，北面是镇川郡，西部是世宗特别自治市，西北部是忠清南道天安市，南部是大田广域市，面积940.3平方公里，人口超83万。
清州市地处小白山脉西端的缓坡上，地势东高西低，西南与車嶺山脈相连。市区东部耸立着上党山（492米）和牛岩山（338米），西部分布着父母山（232米）、祭典山（151米）等矮山。美湖川由北向西南流入锦江，在其流域内形成忠清北道最大的粮食生产基地美湖平原。发源于东部上党区的無心川穿过市中心，流向西南方，后向北流淌与美湖川汇合。:281

### 气候
清州是个内陆城市，气候属温带大陆性气候，四季鲜明。夏季清州刮高温潮湿的东南风和西南风，冬季则盛行寒冷干燥的西北风。清州年平均气温11.6摄氏度，年降雨量在1200毫米以上，降雨多集中在6至9月份。。
| 清州 （1981−2010）       | 清州 （1981−2010） | 清州 （1981−2010） | 清州 （1981−2010） | 清州 （1981−2010） | 清州 （1981−2010） | 清州 （1981−2010） | 清州 （1981−2010） | 清州 （1981−2010） | 清州 （1981−2010） | 清州 （1981−2010） | 清州 （1981−2010） | 清州 （1981−2010） | 清州 （1981−2010） |
| 月份                     | 1月                | 2月                | 3月                | 4月                | 5月                | 6月                | 7月                | 8月                | 9月                | 10月               | 11月               | 12月               | 全年               |
| ------------------------ | ------------------ | ------------------ | ------------------ | ------------------ | ------------------ | ------------------ | ------------------ | ------------------ | ------------------ | ------------------ | ------------------ | ------------------ | ------------------ |
| 平均高温 °C（°F）        | 2.9 (37.2)         | 6.0 (42.8)         | 11.9 (53.4)        | 19.5 (67.1)        | 24.4 (75.9)        | 27.9 (82.2)        | 29.8 (85.6)        | 30.5 (86.9)        | 26.3 (79.3)        | 20.7 (69.3)        | 12.7 (54.9)        | 5.6 (42.1)         | 18.2 (64.8)        |
| 日均气温 °C（°F）        | −2.4 (27.7)        | 0.3 (32.5)         | 5.7 (42.3)         | 12.6 (54.7)        | 18.1 (64.6)        | 22.5 (72.5)        | 25.4 (77.7)        | 25.8 (78.4)        | 20.7 (69.3)        | 14.0 (57.2)        | 6.7 (44.1)         | 0.3 (32.5)         | 12.5 (54.5)        |
| 平均低温 °C（°F）        | −6.9 (19.6)        | −4.6 (23.7)        | 0.2 (32.4)         | 6.1 (43.0)         | 12.3 (54.1)        | 17.6 (63.7)        | 21.8 (71.2)        | 22.0 (71.6)        | 16.2 (61.2)        | 8.5 (47.3)         | 1.7 (35.1)         | −4.3 (24.3)        | 7.6 (45.7)         |
| 平均降水量 mm（）        | 25.5 (1.00)        | 29.4 (1.16)        | 48.2 (1.90)        | 66.6 (2.62)        | 88.3 (3.48)        | 144.1 (5.67)       | 282.7 (11.13)      | 285.1 (11.22)      | 147.1 (5.79)       | 50.1 (1.97)        | 46.7 (1.84)        | 25.3 (1.00)        | 1,239.1 (48.78)    |
| 平均降水天数（≥ 0.1 mm） | 8.0                | 7.0                | 8.8                | 7.9                | 8.5                | 9.6                | 15.9               | 14.1               | 9.1                | 6.5                | 8.6                | 9.1                | 113.1              |
| 平均相對濕度（％）       | 67.2               | 63.3               | 60.3               | 56.6               | 61.5               | 68.0               | 76.4               | 76.1               | 74.2               | 70.4               | 69.1               | 69.1               | 67.7               |
| 月均日照時數             | 164.0              | 171.1              | 200.2              | 222.7              | 234.1              | 195.5              | 153.1              | 178.3              | 177.5              | 200.0              | 158.2              | 158.0              | 2,212.6            |
| 来源：韩国气象局         |                    |                    |                    |                    |                    |                    |                    |                    |                    |                    |                    |                    |                    |

## 行政区划

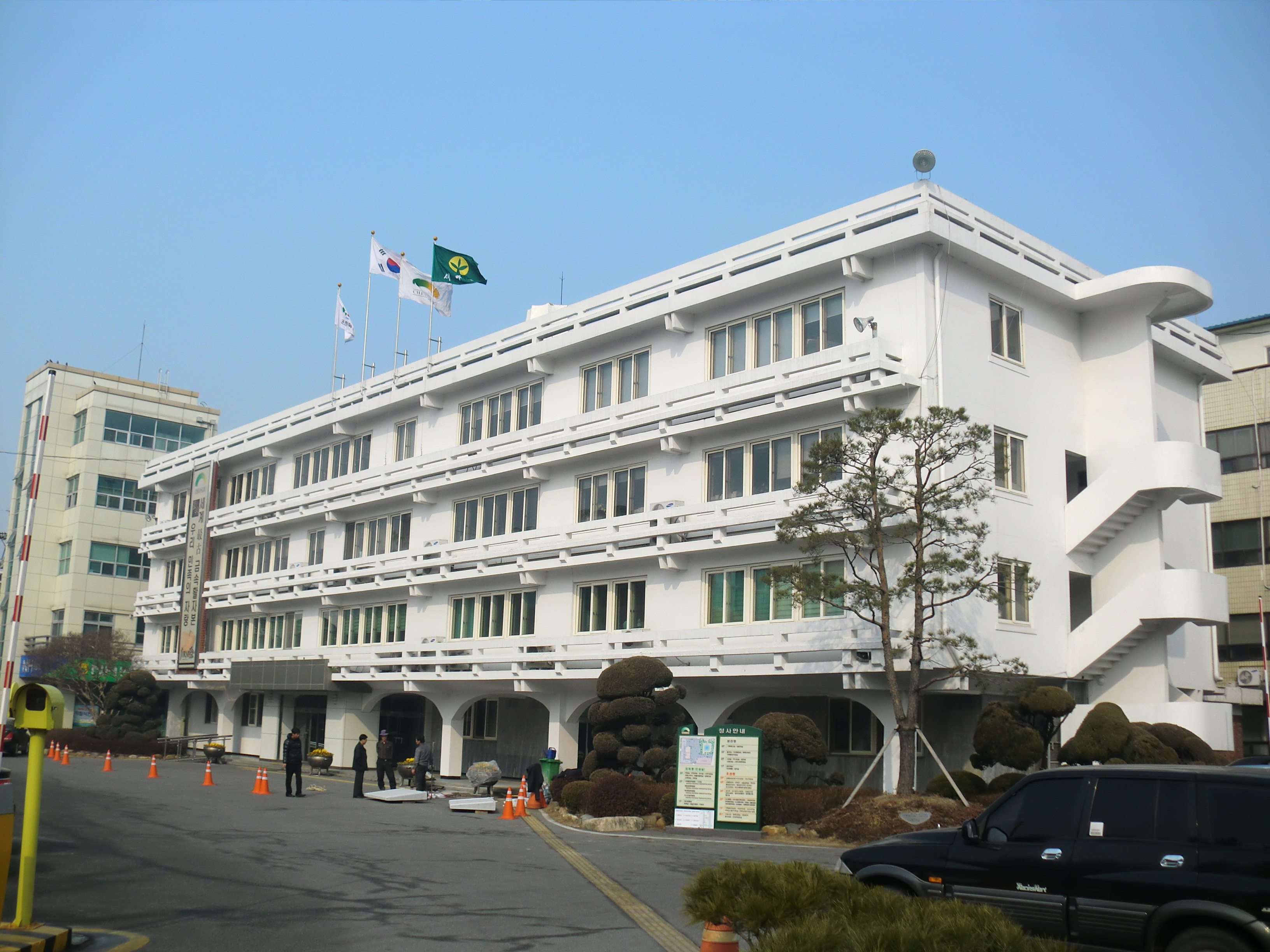
清州市政厅

清州市分为4个区。
- 东部：上党区
- 南部：西原区
- 西部：兴德区
- 北部：清原区

## 经济
清州市是忠清北道平原较多的地区。无心川和美湖川流域的肥沃良田使农业在清州经济占有相当的比例。清州主要的农产品有大米、大豆、苹果、葡萄、李子等。韩牛、奶牛、鸡、猪等家畜养殖业也很发达:281。“清原生命”是清州农业的品牌。清州每年都举行以环保和绿色农业为主题的“清原生命庆典”。
清州市是忠清北道的最大城市，工商业在其GDP的比重较大。1969年，松亭洞和福臺洞一带被指定为工业区后，清州建成了由4个工业园组成的清州工业园。随着首都圈工业的外流，加之清州丰富的工业用地和便利交通，清州正发展成为韩国中部内陆轴心工业区。:281

## 交通

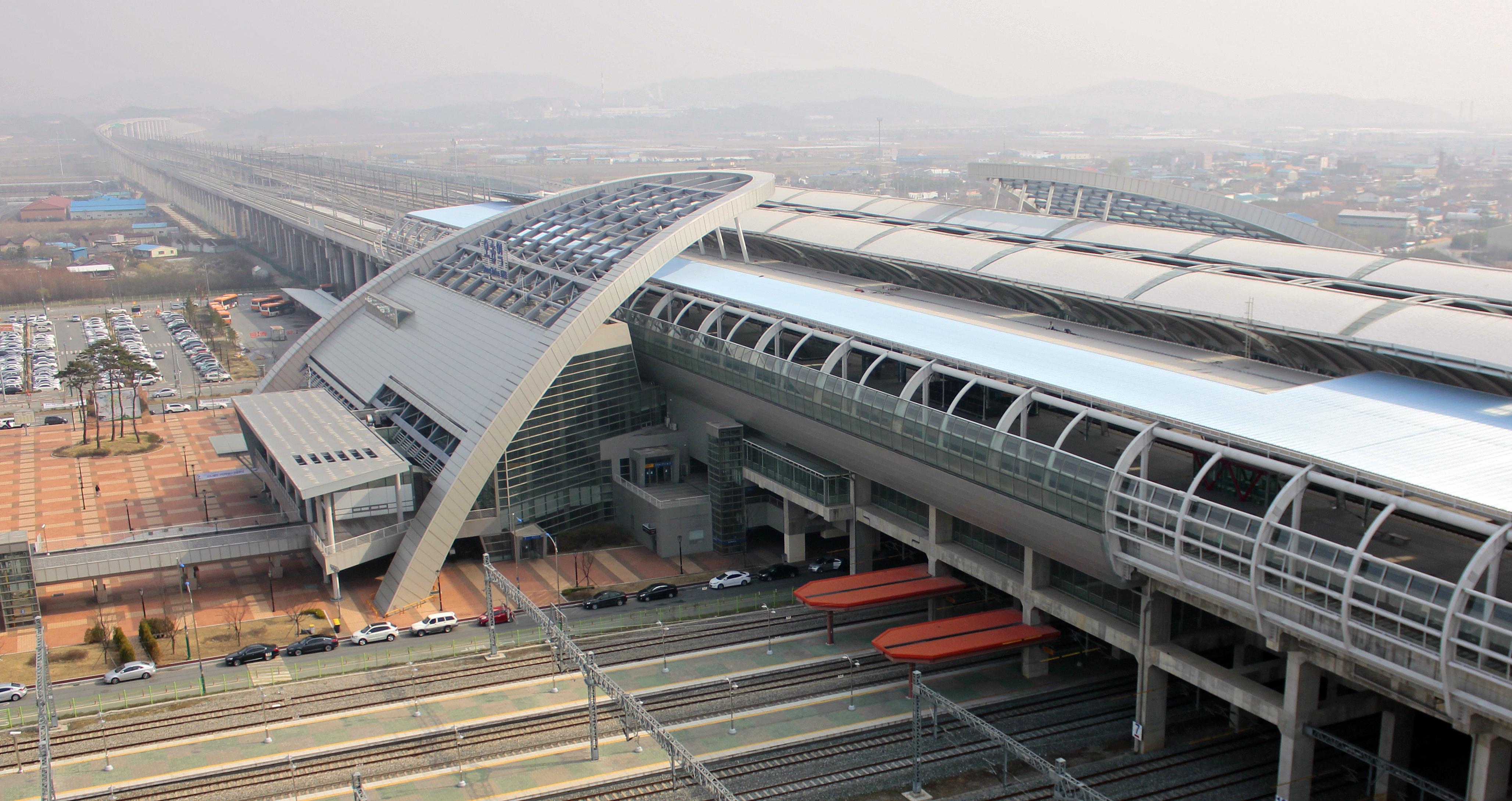
兴德区的五松站连接着京釜高速线、湖南高速线、忠北线、五松线

清州是韩国的一个重要交通枢纽。清州国际机场是韩国中部地区职能最为完善的中心机场，开通有多条国际、国内航线。除清州市外，清州国际机场还为大田广域市和世宗特别自治市提供机场服务。
包括京釜高速线、湖南高速线、忠北线等多条韩国主要铁路都经过清州市。经过清州的高速公路有京釜高速公路、唐津盈德高速公路等。:281

## 文化

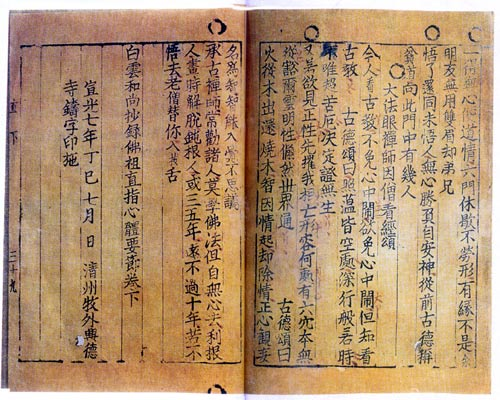
现存世界上最古老的金属活字本《直指心体要节》

清州市是有“东亚文化之都”稱號的千年古都，联合国教科文组织国际记忆遗产中心（ICDH）已选址清州。清州是统一新罗五小京之一的西原京。清州上党山城是统一新罗时期所建城池，名称上沿用了原百济“上党县”的名称。上党山城是第212号大韩民国指定史迹。
1377年7月，清州兴德寺用金属活字印制而成的《直指心体要节》是现存世界上最古老的金属活字本。2001年，联合国教科文组织将《直指》纳入世界记忆项目。清州市在兴德寺遗址建有清州古印刷博物馆，并每年举行清州直指祝祭，纪念此世界记忆项目。
据《东国舆地胜览》和《朝鲜王朝实录》记载，朝鲜世宗曾两次到访清州，用清州的椒井泉水治愈了眼病；朝鲜世祖也曾用椒井泉水治愈皮肤病。椒井泉水因此成为知名矿泉水。清州文化院定期举办椒井泉庆典活动。

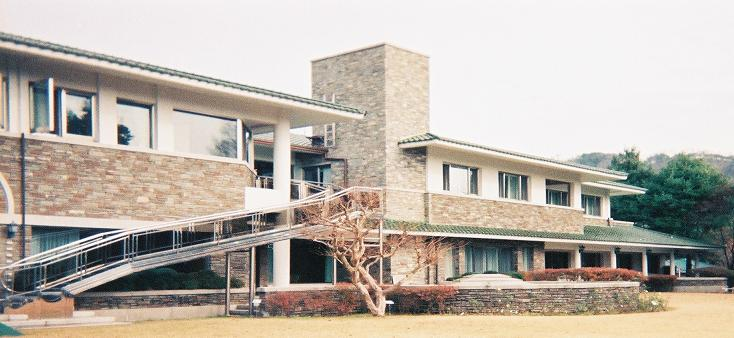
位于清州大清湖畔的韩国总统度假别墅青南台

跨越大田广域市和清州市的大清湖是1980年竣工的人工湖，是韩国第三大湖。在大清坝北边建有1983年竣工的青南台（意为“南方青瓦台”）。青南台是全斗煥以後历届韩国总统的度假别墅。2003年卢武铉任职期间，青南台对外开放，成为韩国总统主题的旅游胜地之一。每年的1月1日，清州是在大清湖举办大清湖迎日庆典。此外，清州还定期举行大清湖马拉松大赛。
为纪念壬辰倭乱期间义兵从倭寇手中夺回清州城，清州每年9月举行清州邑城大庆典。此次战役是壬辰倭乱期间朝鲜的首次陆战胜利。
清州市中心的城安街是个类似于首尔明洞的时尚购物街，有40多处可退税商店和多种品牌店，还有清州最大的传统市场六街传统市场、五花肉一条街、韩服一条街等美食购物街，并与大贤地下商街相连，是韩国数一数二的繁华街道，也是清州最时尚的购物街。

## 教育
| - 忠北大学 - 清州大学 | - 空军士官学校 - 韩国师范大学 | - 清州教育大学 - 西原大学 |

## 姐妹城市
| - 日本鸟取县鸟取市 - 日本山梨县甲府市 - 中华人民共和国湖北省武漢市 | - 中华人民共和国江蘇省常州市 - 中华人民共和国浙江省湖州市 |